# Cueva Kitum
Cueva Kitum es el nombre de una cueva que está localizada en el Monte Elgon, entra 200 metros en el interior de la montaña, que es un volcán extinto, casi en la frontera entre Kenia y Uganda.
Esta caverna es mundialmente conocida debido a acontecimientos nefastos; las personas que entraron a ella terminaron falleciendo por una terrible dolencia hemorrágica, probablemente relacionada con los virus Ébola y Marburg.
Se asegura que dicha caverna es un reservorio natural de esos tipos de virus.